# Joseph Hooton Taylor
Pour les articles homonymes, voir Joseph Taylor.
Joseph Hooton Taylor, Jr., ou plus communément Joe Taylor, né le 29 mars 1941 à Philadelphie, est un astrophysicien américain. Il est colauréat avec Russell Alan Hulse du prix Nobel de physique de 1993.

## Biographie
Taylor naît à Philadelphie fils de Joseph Hooton Taylor, Sr., et Sarah Evans Taylor, qui ont tous deux des racines quaker depuis plusieurs générations. Il étudie au Haverford College, où il obtient un BA en physique en 1963, puis il étudie à l'Université Harvard où il obtient un PhD en astronomie en 1968. Après un bref travail de recherche à Harvard, Taylor obtient un poste de professeur à l'université du Massachusetts et de directeur assistant du Five College Radio Astronomy Observatory (en). La thèse de Taylor porte sur les occultations lunaires. Durant la même période, Jocelyn Bell découvre le premier pulsar radio à Cambridge.
Taylor utilise les télescopes du National Radio Astronomy Observatory (NRAO) en Virginie-Occidentale et participe à la découverte des premiers pulsars en dehors de ceux déjà repérés à Cambridge. Depuis, il a travaillé sur tous les aspects de l'astrophysique des pulsars. En 1974, Taylor et Hulse découvrent le premier pulsar binaire, PSR B1913+16, durant une campagne d'observation du radiotélescope d'Arecibo dans l'île de Porto Rico. Bien que le fait n'ait pas été compris à l'époque, c'est aussi le premier pulsar recyclé, une étoile à neutrons dont la rotation a été accélérée par un transfert de sa masse sur son étoile compagnon.
D'après la théorie de la relativité générale l'orbite d'un système binaire est lentement modifiée par l'émission d'onde gravitationnelle. La théorie prédit avec précision ces modifications et sur une période de trente ans Taylor et ses collègues font des mesures qui correspondent à la théorie avec une précision inférieure à 1 %. On connaît de nos jours plusieurs autres pulsars binaires et des mesures indépendantes confirment les résultats de Taylor.
En 1980, il se déplace à l'université de Princeton où il devient professeur de physique ; il est aussi pendant six ans doyen de cette université.

## Radio-amateur
Joe Taylor a reçu sa licence de radio-amateur alors qu'il était adolescent, ce qui l'a tout naturellement mené à s'intéresser au domaine de la radio-astronomie. 
Joe Taylor est célèbre dans le monde des communications radio-amateurs pour ses programmes informatiques : WSJT, WSJT-X, MAP65, WSPR, SimJT. 
Il a actuellement l'indicatif K1JT, il avait auparavant successivement les indicatifs suivants : K2ITP, WA1LXQ, W1HFV et VK2BJX.
En tant que radioamateur, il a été à l'initiative d'une « DX expedition » en avril 2010 au radio- télescope d'Arecibo. Il a utilisé celui-ci afin d'émettre des signaux radio en direction de la lune (EME ou Moonbounce) et ce afin de communiquer avec des radio-amateurs à travers le monde en utilisant la voix, le code Morse et des signaux numériques.
Il développe activement plusieurs programmes informatiques et protocoles de communication, y compris WSJT-X, un logiciel et une suite de protocole (JT65, FT8, JT9...) qui utilise des messages générés par ordinateur en liaison avec les émetteurs-récepteurs radio-amateurs pour communiquer sur de longues distances avec d'autres opérateurs.
WSJT-X est utile pour transmettre des messages courts à faible puissance d'émission via des méthodes de communication radio non traditionnelles, telles que la diffusion EME et en réflexion sur les couches ionisées des météores (Meteor Scatter) et en utilisant la propagation des ondes radio de faible rapport signal/bruit dans la troposphère.

## Distinctions et récompenses
Taylor a utilisé le premier pulsar binaire pour faire une vérification précise des prévisions de la relativité générale. Travaillant avec son collègue Joel Weisberg, Taylor confirme l'existence d'ondes gravitationnelles en quantité et caractéristiques conformes à la théorie. 
Hulse et Taylor partagèrent le prix Nobel de physique de 1993 « pour la découverte d'un nouveau type de pulsar, une découverte qui a ouvert de nouvelles possibilités pour l'étude de la gravitation ».
En plus du prix Nobel, Taylor reçoit le prix Dannie-Heineman d'astrophysique de l’American Astronomical Society en 1980, la médaille Henry Draper de la National Academy of Sciences en 1985, la médaille Albert-Einstein en 1991, le prix Wolf de physique en 1992 et d'autres. Il participe aussi à de nombreux groupes de travail et comités.
L'astéroïde (81859) Joetaylor et nommé en son honneur.